# Jos Van Immerseel
Jos Van Immerseel (Antwerpen, 9 november 1945) is een Belgisch pianist, klavecinist, pianofortist en dirigent.

## Levensloop
Jos Van Immerseel kreeg zijn muzikale opleiding van Eugène Traey (piano), Flor Peeters (orgel), Lucie Frateur (zang) en Daniel Sternefeld (orkestdirectie).
Hij vervolgde met eigen studie in de organologie en de historische pianofortes.
Hij onderhield vele contacten met talrijke musici, onder meer René Jacobs, de gebroeders Wieland, Barthold en Sigiswald Kuijken, Jaap Schröder, Anner Bijlsma, Paul Van Nevel, Guy De Mey en Paul Dombrecht.
Hij stichtte het Collegium Musicum (1964-1968), dat zich toelegde op het renaissance- en barokrepertoire, dat werd uitgevoerd op historische muziekinstrumenten.
Hij ging zich ook toeleggen op het klavecimbel en nam Kenneth Gilbert als zijn mentor. Hij nam in 1973 (met zijn originele Rükers-Taskin instrument) deel aan het eerste klavecimbelconcours van Parijs (1973) en werd er tot laureaat (Premier Prix "à l'unanimité") bekroond, zowel door de jury als door het publiek. Later volgde ook nog zijn inzet voor de pianoforte.
Hij werd een internationaal erkend solist en trad ook vaak op als kamermusicus, samen met Claire Chevallier (piano), Chouchane Siranossian (viool), Lisa Shklyaver (klarinet) en Thomas Bauer (bariton).
Vervolgens ontpopte hij zich tot dirigent. Hij richtte zich op de barokmuziek, onder meer op de muziek van Claudio Monteverdi, maar weldra evolueerde hij naar recentere componisten zoals Franz Liszt, Francis Poulenc en George Gershwin. Hij dirigeerde onder meer het Radio Kamerorkest, het Nederlands Kamerorkest, het Nederlands Kamerkoor, de Akademie für Alte Musik Berlin, de Wiener Akademie, het Budapest Festival Orchestra, Tafelmusik Toronto, Mozarteum Salzburg en Musica Florea Praag.
Jos van Immerseel was ook actief als docent. Hij was:
- samen met Ton de Leeuw directeur van het Sweelinck Conservatorium Amsterdam (1982-1985),
- docent aan het Conservatoire national supérieur de musique et de danse de Paris;
- gastdocent aan de Schola Cantorum Basiliensis, de Kunitachi-University Tokio en de Indiana University Bloomington,
- docent van masterclasses in talrijke steden,
- docent van masterclasses gewijd aan historische uitvoeringstechnieken, in Brugge, samen met Anima Eterna, vanaf 2014.

Hij realiseerde een honderdtal opnamen op historische instrumenten. Een aantal werd gehonoreerd met internationale prijzen en eerbewijzen, zoals de Diapason d'or, Le Choc du Monde de la Musique en de aanduiding "ffff" van Télérama.

## Anima Eterna
In 1985 stichtte hij het ensemble Anima Eterna, vanaf 1987 Anima Eterna Brugge geheten. Van een strijkersensemble voor de uitvoering van barokmuziek evolueerde het tot een symfonisch projectorkest, dat zich toelegt op het klassiek, romantisch en vroegmodern repertoire.
Het ensemble werd aangenomen als 'huisorkest' door het Brugse Concertgebouw en hield kantoor en repetities in de historische Ezelpoort.
In september 2024 beëindigde het bestuur van Anima Eterna de samenwerking met Van Immerseel wegens "aanhoudend agressief gedrag en regelmatige inbreuken op de contractuele verplichtingen". Hijzelf sprak van lasterlijke aantijgingen.